# Le Jardin de l'Infante
Le Jardin de l'Infante est un tableau du peintre français Claude Monet réalisé au printemps 1867. Cette huile sur toile de format vertical est un paysage urbain qui représente Paris vu depuis le palais du Louvre, avec le jardin de l'Infante au premier plan et l'église Saint-Étienne-du-Mont, le Panthéon et la Sorbonne de gauche à droite à l'horizon. Achetée par le pianiste Charles Wilfrid de Bériot vers 1873, l'œuvre est conservée depuis 1948 à l'Allen Memorial Art Museum d'Oberlin, dans l'Ohio, aux États-Unis.